# Gherghița (gmina)
Gherghița – gmina w Rumunii, w okręgu Prahova. Obejmuje miejscowości Gherghița, Independența, Malamuc i Ungureni. W 2011 roku liczyła 1977 mieszkańców.